# Voorstreek (Leeuwarden)

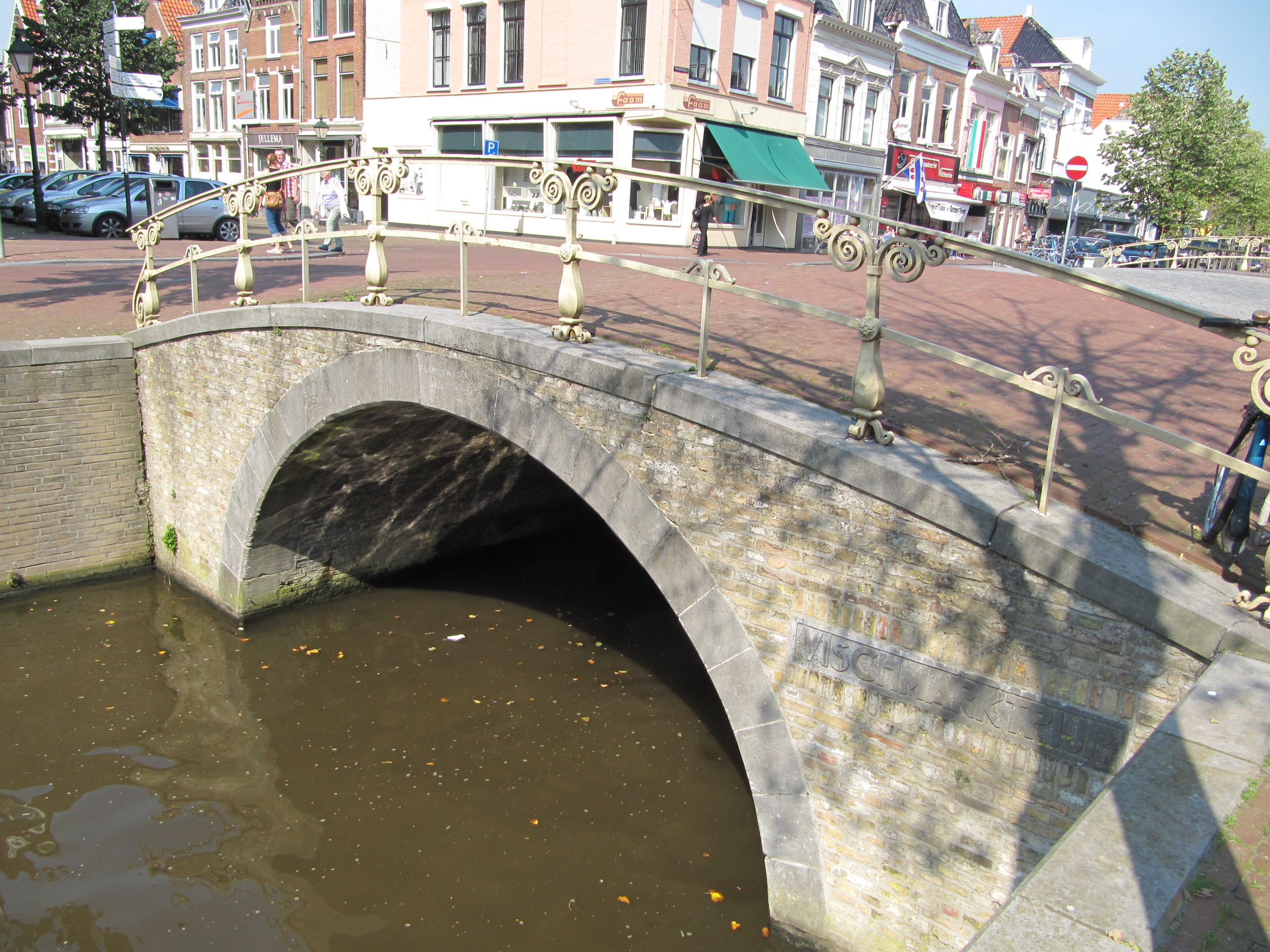
Brug de Vischmarktpijp over Voorstreek met zijstraat de Wortelhaven

De Voorstreek is een straat tevens gracht in het centrum van Leeuwarden in de provincie Friesland. De Voorstreek bestaat uit twee gedeelten gescheiden door water. Het ene gedeelte loopt vanaf het Hoeksterpad tot aan de Minnemastraat en gaat over in Kelders. En het andere gedeelte loopt vanaf het Hoeksterpad tot aan de Korfmakersstraat en gaat over in Over de Kelders. Zijstraten van de Voorstreek zijn de Wijdesteeg, Nieuweburen, Dubbele Pijp, Amelandshof, Amelandsstraat, Tuinen, Sacramentsstraat, Koningsstraat en Wortelhaven. De straat is ongeveer 410 meter lang.

## Geschiedenis
- Vroeger bevond zich aan de Voorstreek het Cammingha-huis, later veelal Amelandshuis genoemd. De eigenaren waren namelijk ook vrij- en erfheer van Ameland.[1] Dit pand ging verloren door brandstichting.
- Aan de Voorstreek stond het voormalige Sint Bonifatius Hospitaal.
- Op nummer 106 stond de Sint-Catharinakerk.
- De Academie Vredeman de Vries, of Academie voor Beeldend Kunstonderwijs "Vredeman de Vries", was een kunstacademie die onder andere aan de Voorstreek heeft gezeten.
- Het Diakonessenhuis zat ooit aan de Voorstreek, deze vestigde zich rond 1894 aan de Noordersingel.
- Op nummer 26 het geboortehuis van schrijver en dichter J. Slauerhoff.
- In 2013 werden in de voormalige herberg Café Benthem voorafgaand aan een renovatie een traptoren en houtwerk in de dakconstructie gevonden die dateren uit de late de middeleeuwen[2]. De traptoren is sinds de sloop van de negentiende-eeuwse zijaanbouw van het pand weer zichtbaar vanaf de straat.

## Monumenten
Aan de Voorstreek liggen tal van rijksmonumentale panden waaronder uit 1905 de Centraal Apotheek (jugendstil) op nummer 58. 

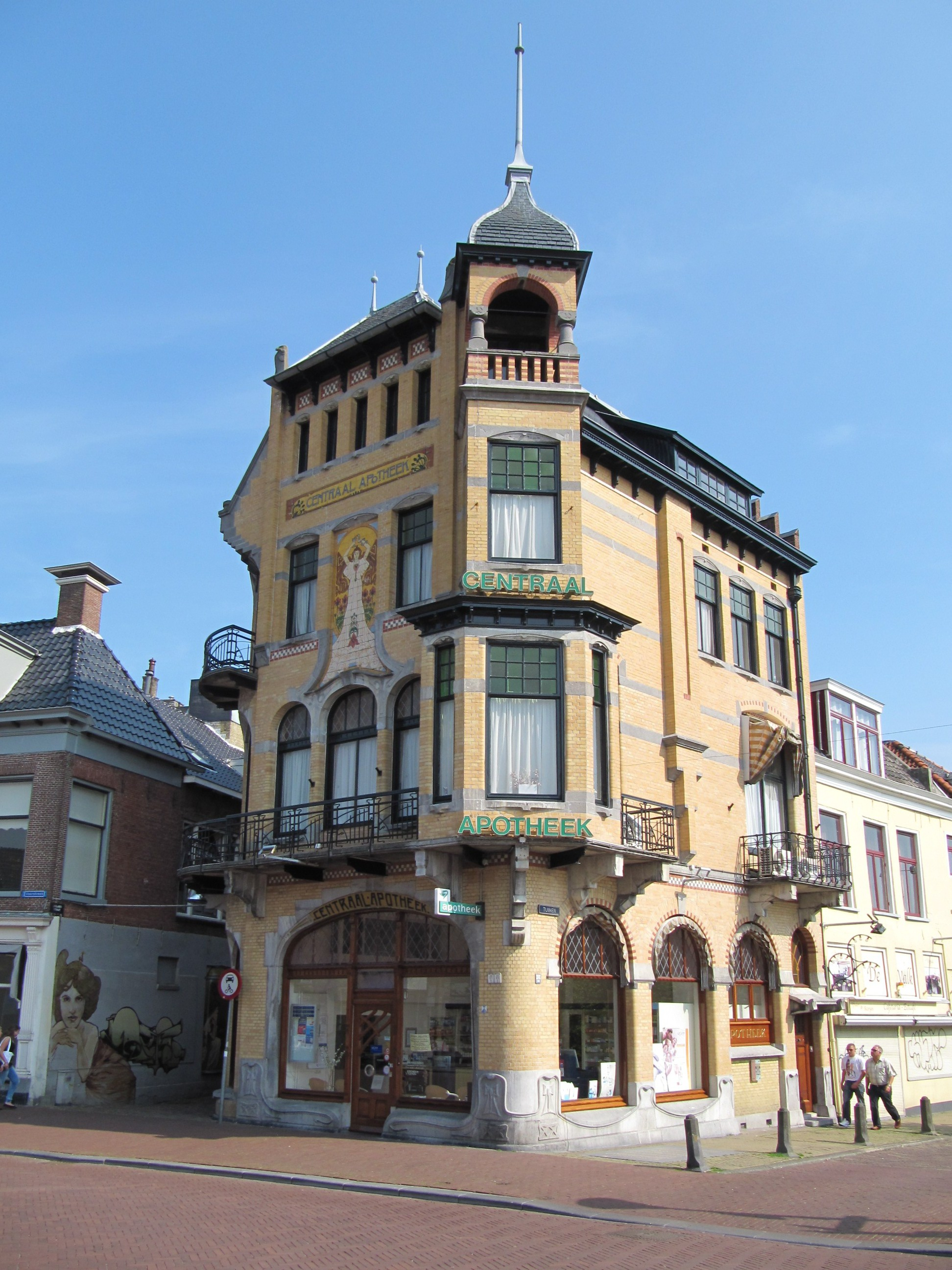
Centraal Apotheek
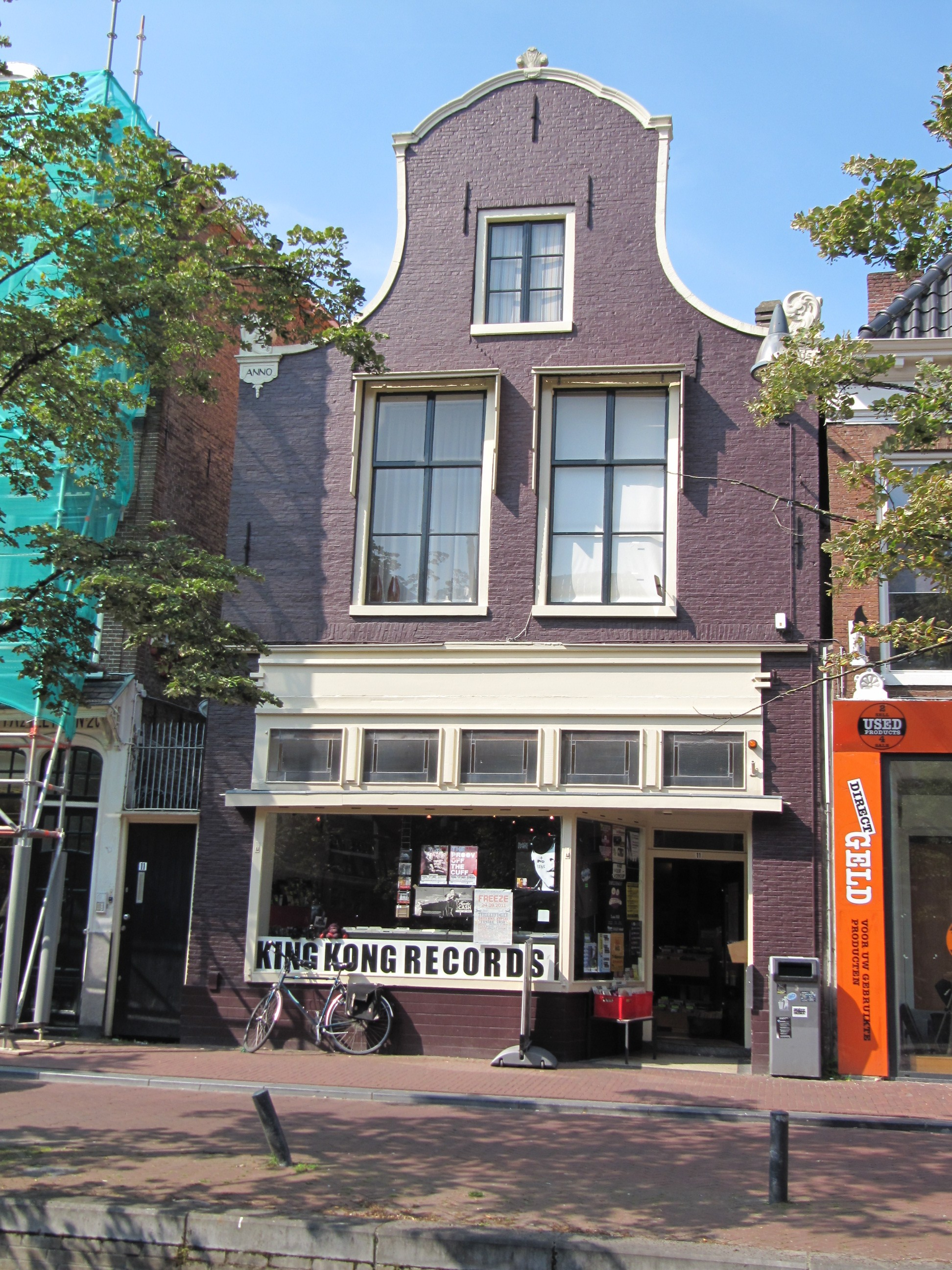
Voorstreek 11
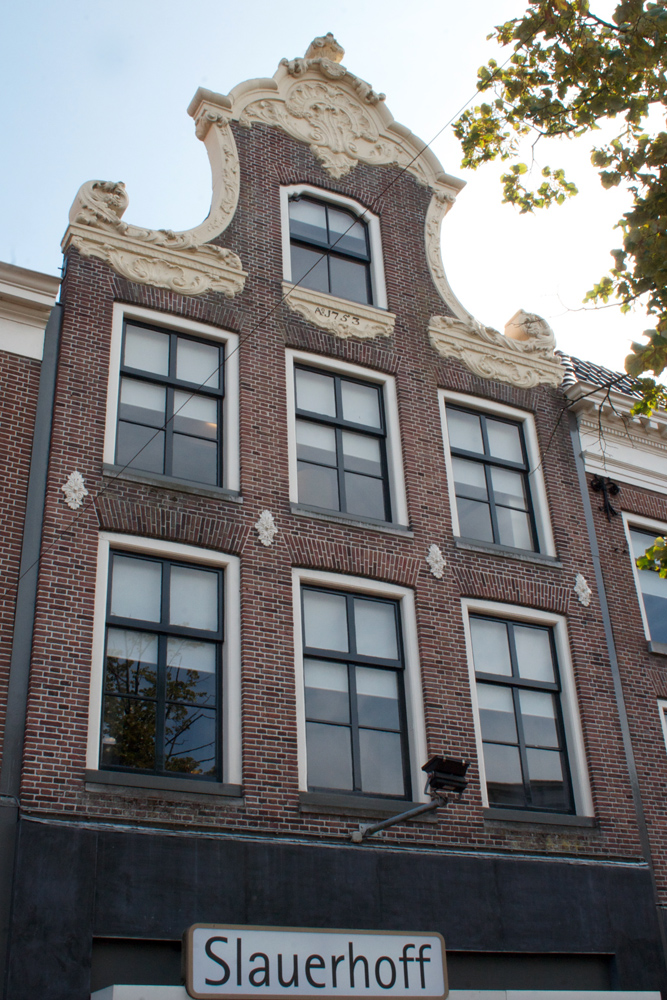
Voorstreek 26
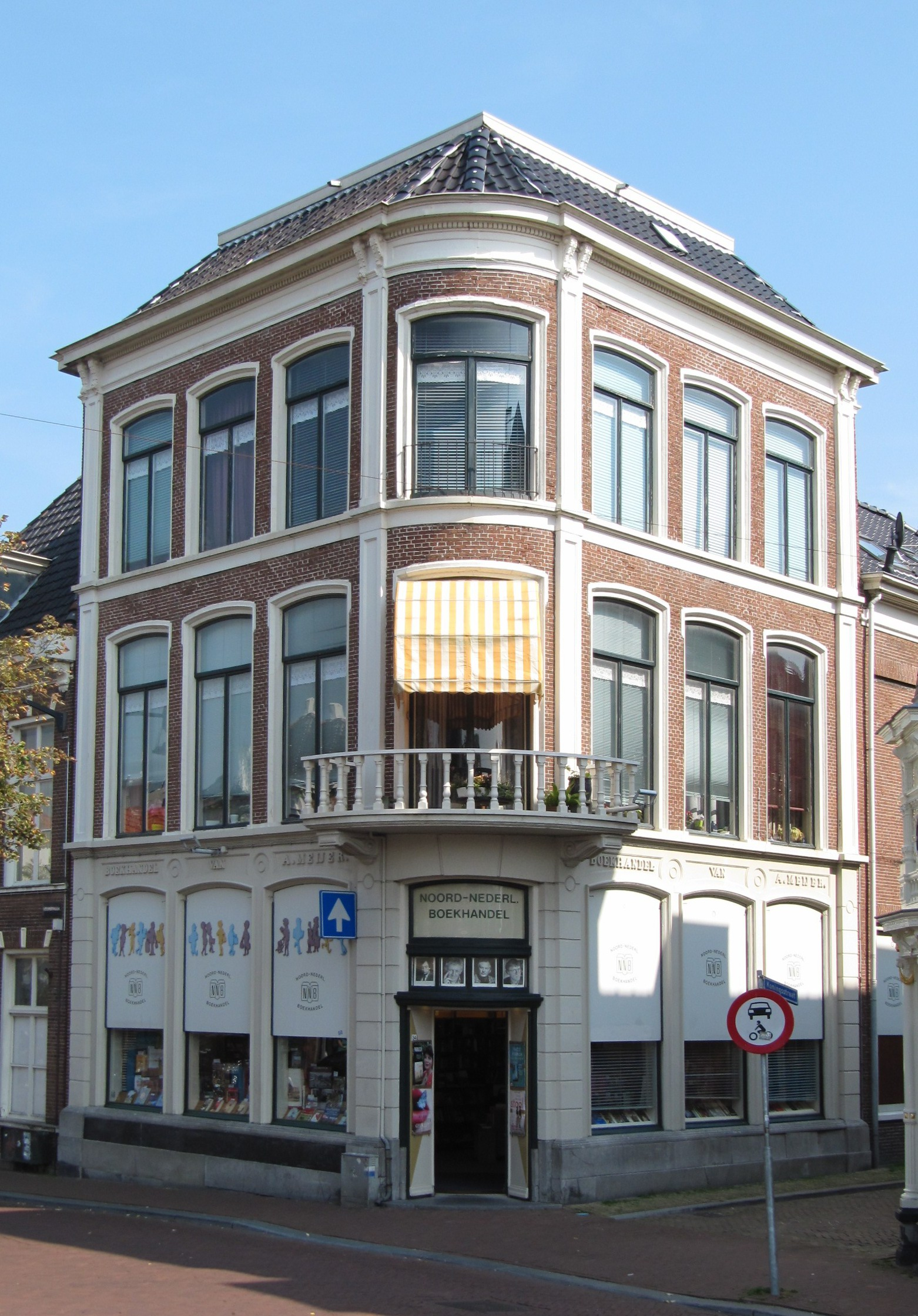
Voorstreek 34